# New Albany (Indiana)
Pour les articles homonymes, voir New Albany.
La ville américaine de New Albany est le siège du comté de Floyd, dans l'État de l'Indiana. Elle est située le long de la rivière Ohio sur la rive opposée à l'importante cité de Louisville. 
En 1900, sa population était de 20 629 habitants et lors de recensement de 2000, elle atteignait les 37 603 habitants. Le comté est délimité au nord par l'Interstate 265 et au sud par la rivière Ohio.

## Histoire
Le territoire appartient aux États-Unis depuis la fin de la guerre d'indépendance. Le territoire fut capturé par George Rogers Clark en 1779. Une bonne partie du comté a ensuite été offert à Clark et à ses soldats. La cité fut fondée en juillet 1813 par trois frères en provenance d'Albany dans l'État de New York. En 1817, Albany fut incorporée en tant que ville et en 1839 elle fut incorporée en tant que cité.
L'économie locale au XIXe siècle était soutenue par l'industrie des bateaux à vapeur. En 1850, il s'agissait de la plus importante localité de l'Indiana notamment grâce à l'influence économique de la ville voisine de Louisville dans le Kentucky. L'industrie navale stoppa en 1870 après la fabrication du bateau à vapeur Robert E. Lee. 
Un pont fut construit en 1886 au-dessus de la rivière Ohio, tandis que le rail et la route permirent un nouvel essor économique. 
En 1937, la ville fut victime d’une grave inondation tout comme Louisville. L'Interstate 64 traverse New Albany depuis 1961 et un nouveau pont routier fut construit pour traverser la rivière.

## Personnalités notables
- Cecilia Clare Bocard (1889-1994), compositrice et organiste américaine, née à New Albany
- Edwin Hubble (1889-1953), astronome et créateur du télescope spatial Hubble ; il a été professeur de physique et d'espagnol, mais aussi entraîneur de basket-ball au lycée de New Albany pendant l'année scolaire 1913-1914[1]
- Sherman Minton (1890-1965), personnalité politique américaine, mort à New Albany
- Fuzzy Zoeller (1951), golfeur professionnel américain, né à New Albany
- Camille Wright (1955), nageuse américaine, née à New Albany
- Rob Conway (1972), catcheur américain, né à New Albany
- Joshua Dallas (1978), acteur, a vécu à New Albany
- Romeo Langford (1999), basketteur américain, né à New Albany

## Démographie
| Groupe            | New Albany | Indiana | États-Unis |
| ----------------- | ---------- | ------- | ---------- |
| Blancs            | 85,8       | 84,3    | 72,4       |
| Afro-Américains   | 8,7        | 9,1     | 12,6       |
| Métis             | 2,9        | 2,0     | 2,9        |
| Autres            | 1,7        | 2,7     | 6,4        |
| Asiatiques        | 0,7        | 1,6     | 4,8        |
| Amérindiens       | 0,2        | 0,3     | 0,9        |
| Total             | 100        | 100     | 100        |
|                   |            |         |            |
| Latino-Américains | 3,7        | 6,0     | 16,7       |

Selon l'American Community Survey, pour la période 2011-2015, 95,71 % de la population âgée de plus de 5 ans déclare parler anglais à la maison, alors que 3,03 % déclare parler l'espagnol et 1,26 % une autre langue.

## Source
- (en) Cet article est partiellement ou en totalité issu de l’article de Wikipédia en anglais intitulé « New Albany, Indiana » (voir la liste des auteurs).

1. ↑  (en) « The European Homepage For The NASA/ESA Hubble Space Telescope – The man behind the name », sur Spacetelescope.org
2. ↑  (en) « New Albany, IN Population - Census 2010 and 2000 », sur censusviewer.com.
3. ↑  (en) « Population of Indiana - Census 2010 and 2000 », sur censusviewer.com.
4. ↑  (en) « Language spoken at home by ability to speak English for the population 5 years and over », sur factfinder.census.gov.